# Arsenal (Maurice)
Pour les articles homonymes, voir Arsenal (homonymie).
Arsenal est un village du nord de l'île Maurice dépendant du district de Pamplemousses. Au recensement de 2011, il comptait 2 937 habitants. Il se trouve au bord de la rivière Tombeau. Il est formé de différentes localités, dont Balaclava (en bord de mer), Ville Valio, Rivière Citron, Saint-Joseph et Petit Gamin.
Son nom provient d'un petit arsenal construit en 1774, avec un moulin à poudre, mais une explosion a lieu quelques mois plus tard, provoquant la mort de plusieurs esclaves noirs.
Il existait autrefois une plantation sucrière du nom de Riche Terre. À la place de l'ancienne demeure, s'étend aujourd'hui un grand supermarché depuis 2006, au bord de la M2.
Le parc national Baie de l'Arsenal Marine se trouve entre le village et la côte. Celle-ci est très touristique avec notamment la Baie aux Tortues et de grands hôtels, comme l'Intercontinental à Balaclava.